# Araneus vulpinus
Araneus vulpinus este o specie de păianjeni din genul Araneus, familia Araneidae. A fost descrisă pentru prima dată de Hahn, 1834. Conform Catalogue of Life specia Araneus vulpinus nu are subspecii cunoscute.